# マタイス・デ・リフト
マタイス・デ・リフト（Matthijs de Ligt; オランダ語発音: [mɑˈtɛiz də ˈlɪxt], 1999年8月12日 - ）は、オランダ・南ホラント州ライデルドルプ出身のサッカー選手。プレミアリーグ・マンチェスター・ユナイテッドFC所属。オランダ代表。ポジションはディフェンダー(CB)。
オランダ語での発音は“デ・リヒトゥ”、“デ・リヒツ”が近い。

## クラブ経歴

### アヤックス

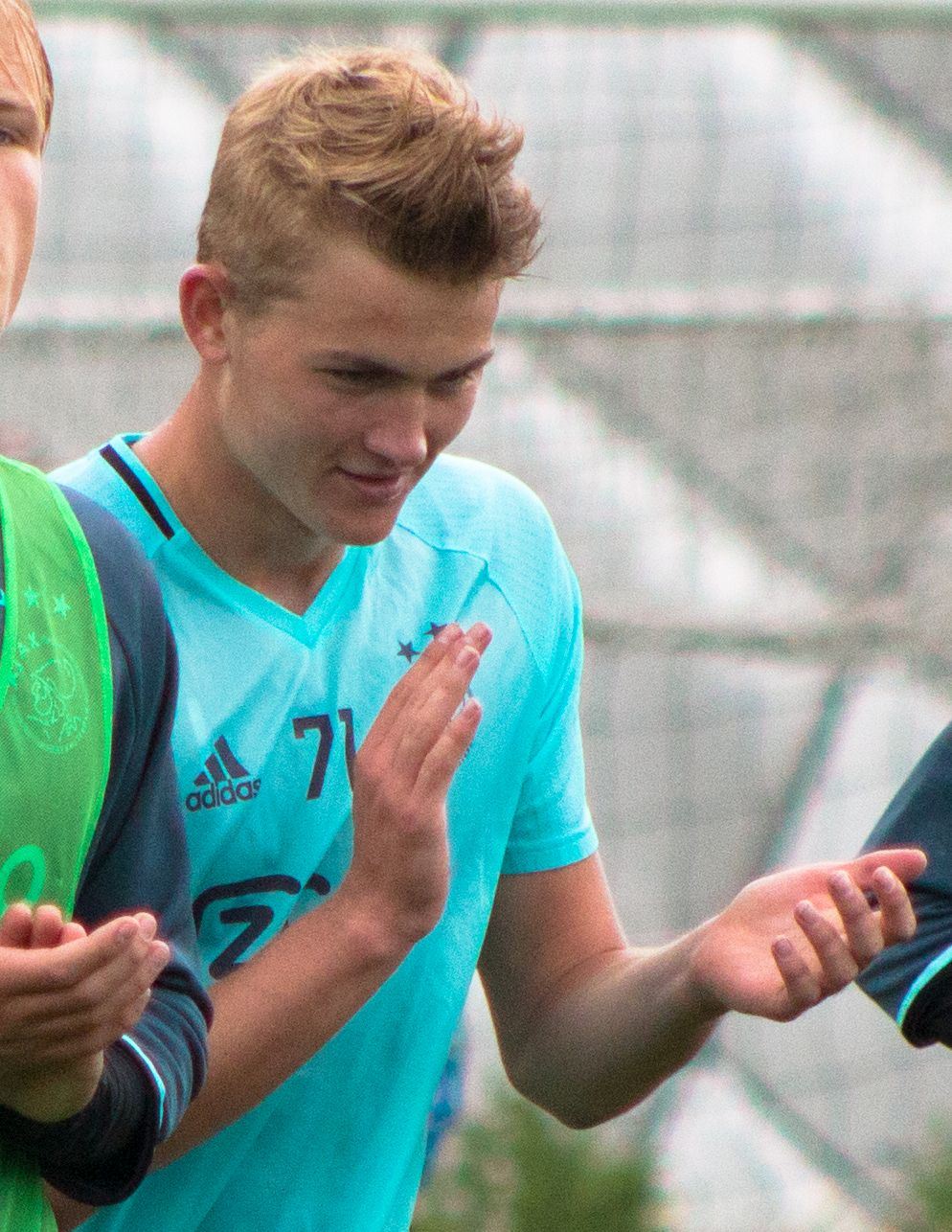
アヤックスでのデ・リフト（2016年）

アヤックス・アカデミー出身であり、ヨング・アヤックスで主力としてプレーした後、2016年11月27日のヘーレンフェーン戦でトップチームデビューを果たした。2017年夏にアヤックスとの契約を2021年まで延長した。2017-18シーズンは開幕からスタメンフル出場、以降主力選手として定着した。
2018-19シーズンには、クラブ史上最年少の19歳でキャプテンに就任。国内では、リーグとカップ戦の二冠を達成した。チャンピオンズリーグでは、決勝トーナメントの準々決勝ユヴェントス戦で、アウェーで勝ち越しゴールを決めて22年ぶりの準決勝進出に貢献した。

### ユヴェントス

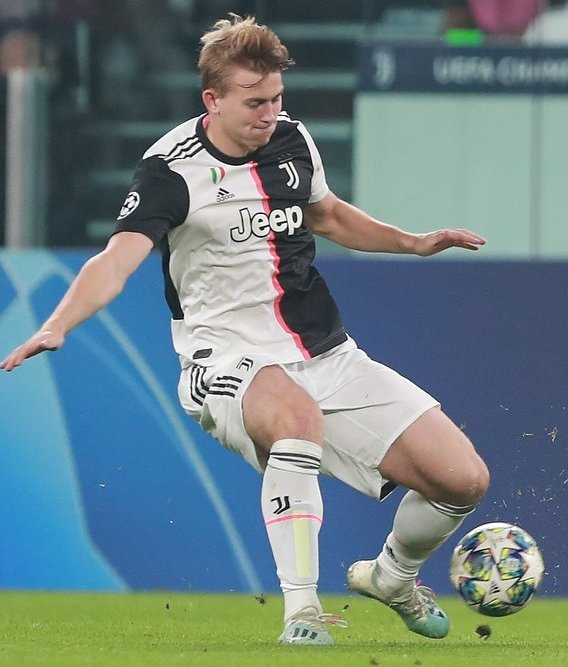
ユヴェントスでのデ・リフト（2019年）

2019年7月18日、ユヴェントスに移籍した。契約期間は2024年までの5年間。移籍金は7500万ユーロ。なお、移籍金の7500万ユーロはユヴェントスがDFに費やした移籍金で2018年夏に記録したジョアン・カンセロや2001年夏に記録したリリアン・テュラムの移籍金を超える最高額である。背番号はアヤックス時代と同じ4番。セリエA第11節のトリノダービーで移籍後初ゴールとなる決勝点を決めた。

### バイエルン・ミュンヘン
2022年7月19日、バイエルン・ミュンヘンに移籍した。移籍金は6700万ユーロで、最大1000万ユーロのボーナスが付帯している。契約期間は2027年までの5年間。背番号はアヤックスやユヴェントス時代と同じ4番。加入当初は戦術の適応に苦労したとドイツサッカー専門誌『キッカー』が伝えている。8月21日、ボーフム戦でブンデスリーガ初得点を挙げた。

### マンチェスター・ユナイテッド
2024年8月14日、マンチェスター・ユナイテッドFCに移籍した。契約期間は5年間。

## 代表経歴
オランダの各世代別代表を経て、2017年3月、2018 FIFAワールドカップ予選のブルガリア代表戦と親善試合のイタリア代表戦に臨むオランダ代表に初招集された。また、招集時点でデ・リフトは所属クラブアヤックスでの通算公式戦出場数はわずか5試合と、経験が浅かったものの、代表監督のダニー・ブリントがその才能を見込んでの大抜擢となった。一連の話題について、元オランダ代表DFヤープ・スタムやジョン・デ・ウォルフは否定的な意見を述べた。3月25日、CB陣に故障者が相次いでいたことも影響してブルガリア代表戦で早速デビューとなったが、1失点目の原因となるなど不出来に終わったため、ハーフタイムでヴェスレイ・フートと途中交代した。続く代表シリーズとなった2017年5月31日のモロッコ代表との親善試合では、レッドカードによる一発退場処分を受けるなど、代表での駆け出しは不運なものとなった。その後5試合は招集すらされなかったが、監督がディック・アドフォカートに交代した直後のルーマニア代表戦では先発出場のチャンスをもらい、これ以降はオランダ代表のレギュラーに定着するようになっていった。フル代表初ゴールは、2019年3月24日のUEFA EURO 2020予選ドイツ代表との対戦で挙げた。
2021年6月、1年延期された開催されたUEFA EURO 2020では、負傷で初戦こそ欠場したものの、以降の試合は全て先発フル出場した。グループステージを突破して臨んだベスト16のチェコ代表戦では、後半10分にロングボールで抜け出したパトリック・シックと競り合った際に転倒し、ボールを手で弾いたとしてレッドカードを掲示され、一発退場となってしまった。その後、トマーシュ・ホレシュとシックの2得点により、オランダ代表は0-2で敗れた。

## 個人成績

### クラブ
2023年12月23日現在
| クラブ                 | シーズン | リーグ                 | リーグ戦 | リーグ戦 | カップ戦 | カップ戦 | UEFA主催 | UEFA主催 | その他 | その他 | 合計 | 合計 |
| クラブ                 | シーズン | リーグ                 | 出場     | 得点     | 出場     | 得点     | 出場     | 得点     | 出場   | 得点   | 出場 | 得点 |
| ---------------------- | -------- | ---------------------- | -------- | -------- | -------- | -------- | -------- | -------- | ------ | ------ | ---- | ---- |
| ヨング・アヤックス     | 2016-17  | エールステ・ディヴィジ | 17       | 1        | -        | -        | -        | -        | -      | -      | 17   | 1    |
| アヤックス             | 2016-17  | エールディヴィジ       | 11       | 2        | 3        | 1        | 9        | 0        | -      | -      | 23   | 3    |
| アヤックス             | 2017-18  | エールディヴィジ       | 33       | 3        | 2        | 0        | 4        | 0        | -      | -      | 39   | 3    |
| アヤックス             | 2018-19  | エールディヴィジ       | 33       | 3        | 5        | 1        | 17       | 3        | -      | -      | 55   | 7    |
| アヤックス             | 通算     | 通算                   | 77       | 8        | 10       | 2        | 30       | 3        | 0      | 0      | 117  | 13   |
| ユヴェントス           | 2019-20  | セリエA                | 29       | 4        | 0        | 0        | 6        | 0        | -      | -      | 39   | 4    |
| ユヴェントス           | 2020-21  | セリエA                | 27       | 1        | 4        | 0        | 5        | 0        | -      | -      | 36   | 1    |
| ユヴェントス           | 2021-22  | セリエA                | 31       | 3        | 4        | 0        | 7        | 0        | -      | -      | 42   | 3    |
| ユヴェントス           | 通算     | 通算                   | 87       | 8        | 12       | 0        | 18       | 0        | 0      | 0      | 117  | 8    |
| バイエルン・ミュンヘン | 2022-23  | ブンデスリーガ         | 31       | 3        | 4        | 0        | 7        | 0        | 1      | 0      | 43   | 3    |
| バイエルン・ミュンヘン | 2023-24  | ブンデスリーガ         | 8        | 1        | 1        | 0        | 1        | 0        | 1      | 0      | 11   | 1    |
| バイエルン・ミュンヘン | 通算     | 通算                   | 39       | 4        | 5        | 0        | 8        | 0        | 2      | 0      | 54   | 4    |
| 総通算                 | 総通算   | 総通算                 | 220      | 20       | 28       | 2        | 55       | 3        | 2      | 0      | 305  | 25   |

## 代表歴

### 出場大会
- オランダ代表
  - 2022 FIFAワールドカップ

### 試合数
- 国際Aマッチ 43試合 2得点（2017年-）[18]

| オランダ代表 | 国際Aマッチ | 国際Aマッチ |
| 年           | 出場        | 得点        |
| ------------ | ----------- | ----------- |
| 2017         | 3           | 0           |
| 2018         | 10          | 0           |
| 2019         | 10          | 2           |
| 2020         | 0           | 0           |
| 2021         | 10          | 0           |
| 2022         | 7           | 0           |
| 2023         | 3           | 0           |
| 2024         |             |             |
| 通算         | 43          | 2           |

### 得点
| # | 開催日        | 開催地                                                | 対戦国       | スコア | 結果       | 大会                                  |
| - | ------------- | ----------------------------------------------------- | ------------ | ------ | ---------- | ------------------------------------- |
| 1 | 2019年3月24日 | アムステルダム、ヨハン・クライフ・アレナ              | ドイツ       | 1-2    | 2-3        | UEFA EURO 2020予選                    |
| 2 | 2019年6月6日  | ギマランイス、エスタディオ・D. アフォンソ・エンリケス | イングランド | 1-1    | 3-1 (延長) | UEFAネーションズリーグ2018-19・準決勝 |

## タイトル
アヤックス
- エールディヴィジ: 2018-19
- KNVBカップ: 2018-19

ユヴェントス
- セリエA: 2019-20
- コッパ・イタリア: 2020-21
- スーペルコッパ・イタリアーナ: 2020

バイエルン・ミュンヘン
- ブンデスリーガ: 2022-23
- DFLスーパーカップ: 2022